# Оберпиршайд
Оберпиршайд (нем. Oberpierscheid) — община в Германии, в земле Рейнланд-Пфальц. 
Входит в состав района Айфель-Битбург-Прюм. Подчиняется управлению Арцфельд.  Население составляет 355 человек (на 31 декабря 2010 года). Занимает площадь 10,53 км².